# Storia della monarchia in Finlandia
La Finlandia non fu mai una monarchia duratura e indipendente, nel senso tradizionale di uno stato-nazione governato da un proprio monarca.
Quando il paese raggiunse finalmente la piena indipendenza scelse, come forma di governo, la repubblica.

## Prima della conquista svedese
La Finlandia antica era suddivisa in domini indipendenti retti da capi tribù, ma non esistono riscontri documentali e archeologici dell'esistenza di veri e propri reami prima del XIII secolo quando a seguito della conquista svedese, per opera di Birger Magnusson, la Finlandia venne annessa al Regno di Svezia.
La parola finlandese kuningas (re, monarca in italiano) è di origine germanica e l'affinità con il termine proto-germanico kuningaz, che ha il medesimo significato, ha fatto supporre che sia stata acquisita dal finlandese nella fase più antica delle lingue germaniche. Tuttavia non esistono fonti che permettano di datare con precisione questa inclusione, né di chiarire il contesto in cui la parola veniva utilizzata prima della conquista svedese.
I poemi epici delle saghe islandesi sono una delle fonti letterarie più importanti per ottenere informazioni sulla storia antica della Scandinavia.
L'Ynglinga saga (saga degli Ynglings), composta attorno al 1230 da Snorri Sturluson, narra le storie della leggendaria dinastia svedese degli Ynglings da cui discenderanno i re norvegesi. La saga di Sturluson pur menzionando i nomi delle personalità più importanti della Finlandia, a nessuna di queste attribuisce il titolo di re.
Un'altra saga attribuita a Sturluson (Egils saga, saga di Egil il monco) menziona un capo di nome Faravid che possiede il titolo di re di Kvenland e che si allea con i norvegesi per fronteggiare gli invasori provenienti dalla Carelia (una regione storica al confine tra la Finlandia e la Russia).
Kvenland è una non ben identificata e antica regione della Fennoscandia che viene descritta anche in altre due saghe: Hversu Noregr byggðist (Come fu abitata la Norvegia) composta nel XIV secolo, e la Saga degli uomini delle Orcadi risalente al XII-XIII secolo.
I Kvens, nelle saghe citate, abitano una regione grande quanto la Svezia, conoscono la navigazione, hanno avuto anche occasionali conflitti con i norvegesi, e fronteggiano i careliani; ma non sono chiamati finlandesi né i loro re sono menzionati come tali. Sebbene alcuni storici finlandesi (Vilkuna 1958, Klinge 1984, Julku 1986, Vahtola 2003) abbiano ipotizzato, sia su base documentale che archeologica, che la località di Kvenland vada effettivamente localizzata in Finlandia (settentrionale o meridionale a seconda delle differenti ipotesi), non esistono chiare prove archeologiche a supporto di questa collocazione.
Dopo l'annessione alla Svezia, il titolo di Duca di Finlandia veniva conferito al terzogenito del monarca svedese e includeva un ducato con alcuni privilegi feudali situato nella Finlandia meridionale. Nel 1584 Giovanni III di Svezia, una volta salito al trono, attribuì il titolo, modificato in Granduca o Gran Principe di Finlandia, direttamente al monarca. L'altisonante titolo, utilizzato successivamente solo in modo sporadico, fu scelto da Giovanni per rimarcare le pretese svedesi su Carelia, Ingria e Livonia che erano contese alla Russia.
Carlo IX di Svezia utilizzò sovente il titolo di "Re dei Finnici" come parte della propria titolazione ufficiale nel periodo 1607-1611.

## La prima monarchia finlandese
Nel 1742, durante il conflitto russo-svedese (1741-1743), l'impero russo aveva occupato la Finlandia e preparava l'invasione della Svezia. L'imperatrice Elisabetta di Russia promise ai finnici l'indipendenza se avessero accettato la presenza militare russa nel loro territorio senza opporre resistenza.
L'8 ottobre 1742, gli occupanti russi riunirono gli stati generali della Finlandia sud-occidentale in un'assemblea (landtag) presso la città di Turku. I partecipanti, sollecitati dalle promesse della zarina, offrirono al duca Pietro di Holstein-Gottorp, pronipote di Carlo XII di Svezia, il titolo di Re di Finlandia.
Ma ben presto le circostanze politiche vennero a mutare: la facile occupazione della Finlandia che favoriva la prospettiva di una vittoria schiacciante sulla Svezia, e la nomina del duca Pietro come erede di Elisabetta, risolsero la zarina ad annullare ogni accordo.

## Il granducato autonomo
Nel 1809 con la pace di Hamina, la Svezia - sconfitta nella guerra di Finlandia - cedeva alla Russia lo stato finlandese che venne ricostituito come Granducato di Finlandia ottenendo il diritto di adottare la costituzione svedese e di godere di una relativa autonomia seppure all'interno dell'impero russo. Lo zar Alessandro I, nipote di Pietro di Holstein-Gottorp, assunse il titolo di granduca e la Finlandia divenne, per oltre un secolo, una monarchia costituzionale sotto l'autorità degli zar.

## La seconda monarchia e l'indipendenza
Nel dicembre 1917, la Finlandia dichiarò la propria indipendenza come reazione alla rivoluzione d'ottobre in Russia. I dissidi interni sfociarono rapidamente in una guerra civile che contrapponeva le "guardie rosse" (punaiset) del Partito Socialdemocratico Finlandese (sostenuti dalla Russia bolscevica) e le "guardie bianche" (valkoiset) dei partiti conservatori che ricevettero il sostegno della Germania.
Con la vittoria dei "Bianchi", il parlamento finlandese, epurato dai socialisti, e desideroso di cementare l'alleanza con la Germania, elesse come monarca il principe Federico Carlo d'Assia-Kassel che non era imparentato con alcuna famiglia nobile della Finlandia. Ma, prima ancora che il nuovo re potesse trasferirsi in Finlandia, la sconfitta della Germania nella prima guerra mondiale rese inaccettabile ai finlandesi la prospettiva di un monarca straniero e Federico Carlo fu costretto ad abdicare.
Nel 1919, dopo nuove elezioni, i socialdemocratici vennero riammessi al parlamento che votò a larga maggioranza l'adozione della costituzione repubblicana che, pur se modificata sensibilmente nel 1999, è a tutt'oggi ancora in vigore.